# Eremopterix
Az Eremopterix a madarak osztályának verébalakúak (Passeriformes) rendjébe és a pacsirtafélék (Alaudidae) családjába tartozó nem.

## Rendszerezésük
A nemet Johann Jakob Kaup német ornitológus írta le 1836-ban, az alábbi 7 vagy 8 faj tartozik ide:
- Eremopterix australis
- madagaszkári bokorpacsirta (Eremopterix hova[1] vagy Mirafra hova[2])
- feketefejű pintypacsirta (Eremopterix nigriceps)
- gesztenyeszínhátú pintypacsirta (Eremopterix leucotis)
- Eremopterix griseus
- barnafejű verébpacsirta (Eremopterix signatus)
- apácapacsirta (Eremopterix verticalis)
- fehérarcú pintypacsirta (Eremopterix leucopareia)

|  |

## Előfordulásuk
Afrika és Ázsia területén honosak. Természetes élőhelyeik a szubtrópusi és trópusi gyepek, szavannák és cserjések, valamint legelők és szántóföldek.

## Megjelenésük
Testhosszuk 11-13 centiméter körüli.